# Cena Izvestijí 1990
Dvacátý čtvrtý ročník Ceny Izvestijí se konal od 16. do 22. 12. 1990 v Moskvě. Zúčastnilo se pět reprezentačních mužstev, která se utkala jednokolovým systémem každý s každým.

## Výsledky a tabulka
|    |         | SSSR          | SWE     | ČSSR           | FIN    | CAN    | V | R | P | Skóre | B |
| 1. | SSSR    | Sovětský svaz | 5:1     | 2:2            | 6:1    | 6:1    | 3 | 1 | 0 | 19:5  | 7 |
| 2. | Švédsko | 1:5           | Švédsko | 3:2            | 2:2    | 2:1    | 2 | 1 | 1 | 8:10  | 5 |
| 3. | ČSFR    | 2:2           | 2:3     | Československo | 3:1    | 1:4    | 1 | 1 | 2 | 8:10  | 3 |
| 4. | Finsko  | 1:6           | 2:2     | 1:3            | Finsko | 7:3    | 1 | 1 | 2 | 11:14 | 3 |
| 5. | Kanada  | 1:6           | 1:2     | 4:1            | 3:7    | Kanada | 1 | 0 | 3 | 9:16  | 2 |

 SSSR -  Švédsko 5:1 (1:1, 2:0, 2:0)
16. prosince 1990 - Moskva

Branky SSSR: 20. Alexandr Andrejevsky, 30. Andrej Kovaljov, 34. Alexandr Semak, 40. Alexandr Andrejevsky, 49. Valerij Kamenskij.

Branky Švédska: 17. Tommy Sjödin.

Rozhodčí: Brad Watson (CAN) - Sergej Feofanov (URS), Šamil Šakirov (URS)

Vyloučení: 5:5 (využití 1:1)
 Kanada -  Československo 4:1 (1:0, 1:1, 2:0)
16. prosince 1990 - Moskva

Branky a nahrávky Kanady: 4:30 José Charbonneau, 35:50 David Latta (Brad Berry), 51:40 Stu Barnes (Dan Ratushny), 59:29 Ken Priestlay.

Branky a nahrávky Československa: 34:16 Josef Beránek (Peter Zůbek).

Rozhodčí: Nikolaj Morozov (URS) - Balin (URS), Rafik Zajnutdinov (URS) 

Vyloučení: 4:3 (využití 0:2)
ČSFR: Oldřich Svoboda - Martin Maškarinec, Stanislav Medřík, Aleš Flašar, Petr Pavlas, Petr Kuchyňa, Josef Řezníček, Richard Adam, Richard Šmehlík - Ľubomír Kolník, Radek Ťoupal, Pavel Pýcha - Marián Horváth, Robert Lang, Kamil Kašťák - Josef Beránek, Roman Horák, Peter Zůbek - Patrik Augusta, Jaroslav Otevřel, Radek Kampf.
Kanada: Craig Billington - Dan Ratushny, Brad Schlegel, Gord Hynes, Jim Paek, Jim Leavins, Brad Berry, Greg Andrusak, Ken McArthur - José Charbonneau, Jason Lafrenière, David Latta - Randy Smith, Ken Priestlay, Chris Lindberg - Tod Brost, Stu Barnes, Todd Strueby - Ray Côté, Brad Bennett, Stéphane Roy.
 Kanada -  Finsko 3:7 (1:1, 1:2, 1:4)
17. prosince 1990 - Moskva

Branky Kanady: 9. Ken Priestlay, 4. Ken Priestlay, 49. José Charbonneau.

Branky Finska: 14. Teemu Selänne, 25. Hannu Järvenpää, 37. Arto Routanen, 47. Risto Kurkinen, 55. Esa Keskinen, 59. Teemu Selänne, 60. Pekka Tirkkonen.

Rozhodčí: Andersson (SWE) - Razumovič (URS), Bervenskij (URS)

Vyloučení: 5:7 (využití 0:2) navíc Timo Peltomaa na 10 minut.
Kanada: Craig Billington - Dan Ratushny, Brad Schlegel, Gord Hynes, Jim Paek, Greg Andrusak, Ken McArthur, Jim Leavins, Brad Berry - José Charbonneau, Jason Lafrenière, David Latta - Randy Smith, Ken Priestlay, Chris Lindberg - Tod Brost, Stéphane Roy, Stu Barnes - Brad Bennett.
Finsko: Markus Ketterer - Timo Jutila, Hannu Virta, Hannu Henriksson, Arto Ruotanen, Marttia, Pasi Huura, Harri Laurila, Ville Sirén - Raimo Summanen, Mika Nieminen, Pauli Järvinen - Teemu Selänne, Esa Keskinen, Hannu Järvenpää - Risto Kurkinen, Teppo Kivelä, Timo Peltomaa - Jari Torkki, Pekka Tirkkonen, Pekka Tuomisto.
 Švédsko -  Československo 3:2 (1:2, 1:0, 1:0)
18. prosince 1990 - Moskva

Branky a nahrávky Švédska: 18:40 Ulf Dahlén (Petri Liimatainen, Lars Karlsson), 30:28 Patrick Erickson (Fredrik Stillman), 51:36 Johan Strömwall (Patric Kjellberg).

Branky a nahrávky Československa: 4:21 Radek Kampf (Radek Ťoupal, Patrik Augusta), 12:30 Patrik Augusta (Martin Maškarinec).

Rozhodčí: Juhani Jokela (FIN) - Balin (URS), Rafik Zajnutdinov (URS) 

Vyloučení: 3:4 (využití 1:0)
Švédsko: Fredrik Andersson - Tommy Sjödin, Fredrik Stillman, Lilja, Ivarsson, Petri Liimatainen, Nicklas Lidström - Patrick Erickson, Anders Carlsson, Robert Burakovsky - Tomas Forslund, Patrik Carnbäck, Stefan Nilsson (21. Thomas Bjuhr) - Ulf Dahlén, Lars Karlsson, Tomas Ohlund - Johan Strömwall, Stefan Örnskog, Patric Kjellberg. 
ČSFR: Radek Tóth - Martin Maškarinec, Stanislav Medřík, Aleš Flašar, Petr Pavlas, Petr Kuchyňa, Josef Řezníček, Richard Adam, Richard Šmehlík - Ľubomír Kolník, Radek Ťoupal, Marián Horváth - Jaroslav Otevřel, Robert Lang, Kamil Kašťák - Josef Beránek, Roman Horák, Peter Zůbek - Patrik Augusta, Petr Kaňkovský, Radek Kampf.
 SSSR -  Finsko 6:1 (0:0, 4:1, 2:0)
18. prosince 1990 - Moskva

Branky SSSR: 21. Valerij Kamenskij, 23. Igor Kravčuk, 26. Alexandr Semak, 33. Valerij Kamenskij, 43. Ilja Bjakin, 53. Alexej Žamnov. 

Branky Finska: 40. Risto Kurkinen.

Rozhodčí: Jiří Lípa (TCH) - Bervenskij (URS), Razumovič (URS)

Vyloučení: 9:6 (využití 0:3)
 Švédsko -  Kanada 2:1 (2:0, 0:1, 0:0)
19. prosince 1990 - Moskva

Branky Švédska: 18. Tommy Sjödin, 28. Fredrik Stillman.

Branky Kanady: 32. Stu Barnes.

Rozhodčí: Nikolaj Morozov - Sergej Feofanov (URS), Šamil Šakirov (URS)

Vyloučení: 7:2 (využití 0:1)
 SSSR -  Kanada 6:1 (2:0, 3:1, 1:0)
20. prosince 1990 - Moskva

Branky SSSR: 13. Sergej Němčinov, 19. Andrej Kovalev, 25. Vjačeslav Bucajev, 30. Igor Maslennikov, 31. Viktor Gordijuk, 53. Sergej Němčinov.

Branky Kanady: 23. Jim Paek.

Rozhodčí: Andersson (SWE) - Balin (URS), Rafik Zanjudinov (URS)

Vyloučení: 7:2 (využití 0:2)
 Československo -  Finsko 3:1 (2:1, 1:0, 0:0)
20. prosince 1990 - Moskva

Branky a nahrávky Československa: 4:48 Marián Horváth (Ľubomír Kolník, Martin Maškarinec), 10:44 Radek Ťoupal (Ľubomír Kolník), 33:10 Marián Horváth (Radek Ťoupal).

Branky a nahrávky Finska: 13:09 Esa Keskinen (Teemu Selänne, Hannu Järvenpää).

Rozhodčí: Brad Watson (CAN) - Sergej Feofanov (URS), Šamil Šakirov (URS)

Vyloučení: 9:6 (využití 2:0)
ČSFR: Oldřich Svoboda - Martin Maškarinec, Stanislav Medřík, Aleš Flašar, Petr Pavlas, Petr Kuchyňa, Josef Řezníček, Richard Adam, Richard Šmehlík - Ľubomír Kolník, Radek Ťoupal, Marián Horváth - Jaroslav Otevřel, Robert Lang, Kamil Kašťák - Josef Beránek, Roman Horák, Peter Zůbek - Patrik Augusta, Petr Kaňkovský, Radek Kampf.
Finsko: Markus Ketterer - Pasi Huura, Timo Jutila, Hannu Henriksson, Arto Ruotanen, Harri Laurila, Ville Sirén - Raimo Summanen, Mika Nieminen, Pauli Järvinen - Teemu Selänne, Esa Keskinen, Hannu Järvenpää - Risto Kurkinen, Teppo Kivelä, Timo Peltomaa - Jari Torkki, Pekka Tirkkonen, Pekka Tuomisto.
 Finsko -  Švédsko 2:2 (1:0, 0:1, 1:1)
21. prosince 1990 - Moskva

Branky Finska: 38. Mika Nieminnen, 50. Mika Nieminnen.

Branky Švédska: 9. Andersson, 43. Petri Liimatainen.

Rozhodčí: Jiří Lípa (TCH) - Bervenskij (URS), Razumovič (URS)

Vyloučení: 7:7 (využití 0:1)
 SSSR -  Československo 2:2 (2:1, 0:1, 0:0)
22. prosince 1990 - Moskva

Branky a nahrávky SSSR: 3:17 Alexandr Andrijevskij (Alexej Žamnov, Sergej Busmajlov), 39:38 Vjačeslav Bucajev.

Branky a nahrávky Československa: 25:04 Josef Beránek, 36:43 Marián Horváth.

Rozhodčí: Juhani Jokela (FIN) - Sergej Feofanov (URS), Šamil Šakirov (URS)

Vyloučení: 4:8 (využití 0:0, v oslabení 0:1)
SSSR: Alexej Marjin - Vladimir Fedosov, Vladimir Konstantinov, Vjačeslav Uvajev, Vladimir Ťjurikov, Ilja Bjakin, Dmitrij Mironov, Igor Kravčuk, Jevgenij Popichin - Ramil Juldašev, Vjačeslav Bucajev, Jevgenij Davydov - Andrej Kovaljov, Alexandr Semak, Ravil Chajdarov - Igor Maslennikov, Sergej Němčinov, Viktor Gordjuk - Alexandr Andrijevskij, Alexej Žamnov, Sergej Busmajlov.
ČSFR: Oldřich Svoboda (20. Radek Tóth) - Martin Maškarinec, Stanislav Medřík, Petr Kuchyňa, Josef Řezníček, Richard Adam, Richard Šmehlík - Ľubomír Kolník, Radek Ťoupal, Marián Horváth - Jaroslav Otevřel, Robert Lang, Kamil Kašťák - Josef Beránek, Roman Horák, Peter Zůbek - Patrik Augusta, Petr Kaňkovský, Radek Kampf.

## Statistiky

### Nejlepší hráči
| Brankář             | Oldřich Svoboda   |
| Obránce             | Arto Ruotanen     |
| Útočník             | Aleksandr Semak   |
| Nejužitečnější hráč | Valerij Kamenskij |

### Kanadské bodování
| Poř. | Kanadské bodování | Branky | Přihrávky | Body |
| ---- | ----------------- | ------ | --------- | ---- |
| 1.   | Teemu Selänne     | 2      | 3         | 5    |